# Émeutes de Rangoun de 1930
 (juillet 2021).
Le contenu est difficilement compréhensible vu les erreurs de traduction, qui sont peut-être dues à l'utilisation d'un logiciel de traduction automatique.
 (juin 2021).
 (juillet 2021).
Si vous disposez d'ouvrages ou d'articles de référence ou si vous connaissez des sites web de qualité traitant du thème abordé ici, merci de compléter l'article en donnant les références utiles à sa vérifiabilité et en les liant à la section « Notes et références ».
Les émeutes de Rangoun de 1930 sont deux séries d'émeutes raciales survenues entre les dockers indiens (en) et les ouvriers birmans en Birmanie. La première a éclaté le 26 mai près des docks de Rangoun. Elle s'est propagée aux districts voisins à forte population indienne et a fait plus d'une centaine de morts et un millier de blessés. La seconde, une émeute carcérale, a commencé le 24 juin dans la prison centrale de Rangoun, où le personnel était majoritairement indien et les détenus majoritairement birmans. Les émeutes ont été éclipsées par la rébellion de Saya San qui a éclaté en décembre de la même année.
Au début de mai 1930, au milieu de la Grande Dépression, les dockers indiens de Rangoun se sont mis en grève pour obtenir une augmentation des salaires. Des ouvriers birmans ont été amenés pour briser la grève, mais le port est devenu encombré. Un accord a été conclu avec les indiens pour augmenter leurs salaires, après quoi les birmans ont été licenciés. Alors qu'ils retournaient au travail, les indiens se sont moqués des birmans licenciés et des affrontements éclatèrent. Pendant des jours, des foules birmanes, souvent composées d'hommes de main importés d'autres quartiers, ont patrouillés pour appréhender des indiens. Ceux-ci se sont barricadés dans leurs maisons et, dans un cas, dans l'asile d'aliénés local. L'ordre n'a été rétabli que lorsque la garnison de Rangoun, les Cameron Highlanders, a été envoyée. Selon des sources du gouvernement colonial britannique, environ 120 personnes d'origine indienne ont été tuées et plus de 900 ont été blessées. Cependant, des analyses plus récentes estiment que plus de 200 ont été tués et 2 000 blessés. La majorité de tous les tués et blessés étaient des indiens.
L'émeute dans la prison était une image miroir moindre des émeutes du chantier naval. Le personnel pénitentiaire indien a tué, principalement par balle, 34 détenus (sur 2 000) et en a blessé 60 autres.